# 八栗纜索
八栗纜索（日语：／ Yakuri kēburu */?）是一條連接香川縣高松市牟禮町牟禮的八栗登山口站至八栗山上站之間，由四國纜索經營的地面缆车。
纜車主要運送參詣者前往四國八十八箇所第八十五號札所五劍山八栗寺。在毎月1日的縁日會提早至早上4時15分行走。

## 路線數據
- 路線距離（營業距離）：0.7公里
- 軌距：1067毫米
- 車站數目：2個（包括起終點站）
- 高低差：167米
- 最大坡度：288‰

## 歷史
在戰前，缆车是由八栗登山鐵道經營。在戰後成立了八栗纜索（現時：四國纜索）公司，把缆车復活。
- 1926年（大正15年）10月13日 八栗登山電鐵獲得鐵道許可[1]。
- 1928年（昭和3年）12月 八栗登山鐵道株式會社成立[2]。
- 1931年（昭和6年）2月15日 八栗登山鐵道八栗登山口至八栗山上之間開通[3]。
- 1944年（昭和19年）2月11日 八栗登山鐵道 八栗登山口至八栗山上之間成為不要不急線，路線暫停服務。以供出物資。
- 1960年（昭和35年）12月25日 八栗登山鐵道 八栗登山口至八栗山上之間廢除。
- 1964年（昭和39年）8月29日 八栗纜索 八栗登山口至八栗山上之間取得營業許可。
- 1964年（昭和39年）12月28日 八栗纜索 八栗登山口至八栗山上之間開通。

## 車輛

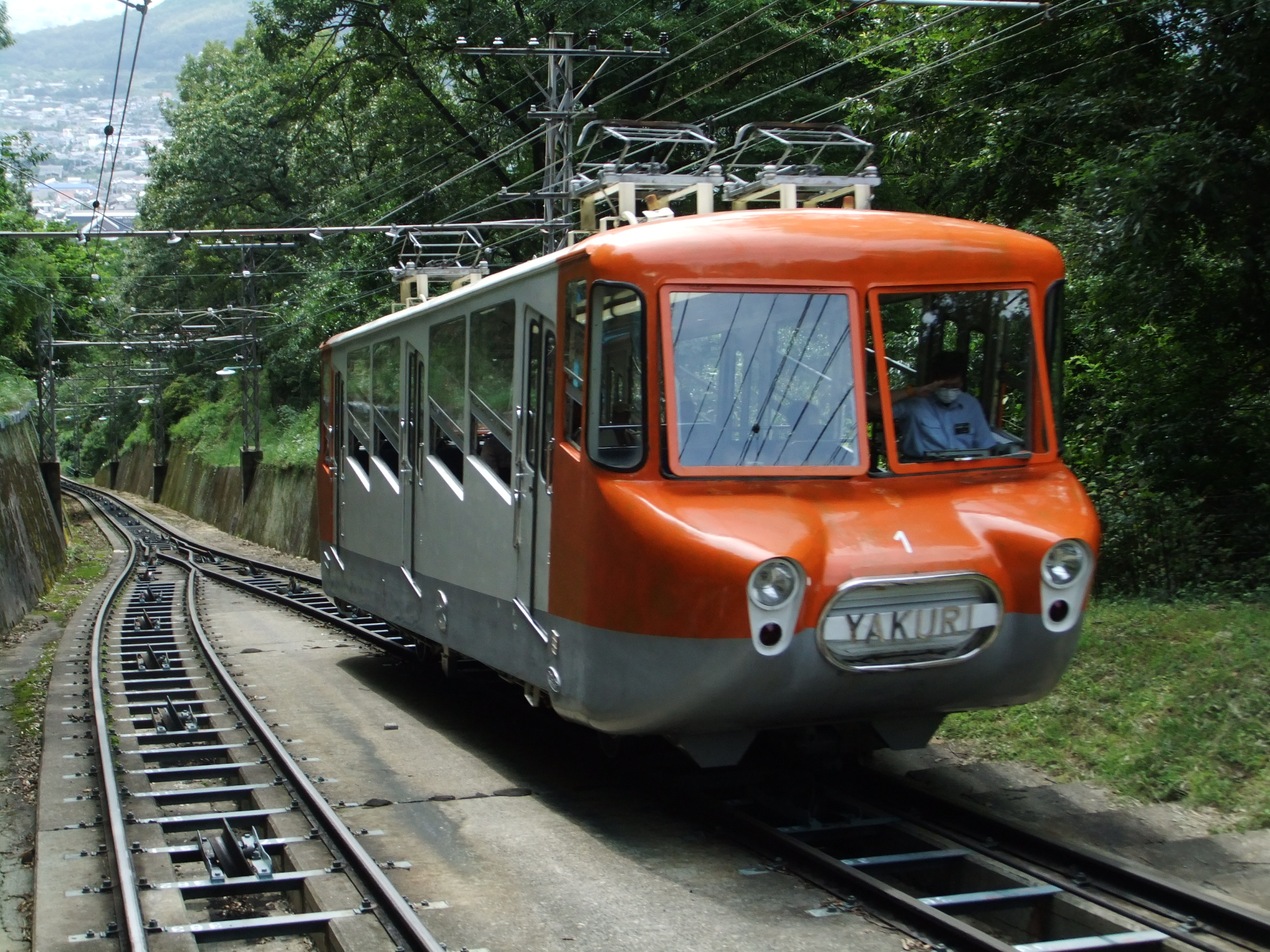
八栗纜索 Ko1

在1964年再次開通之際，使用了由日立製作所製造的車輛。型號為Ko-1形，共有1、2共2輛。車頭有一個圓形的引擎蓋。側邊有道摺門。車輛沒有愛稱。截至2019年，車身側面為白色，車身下面為灰色，車身前面為紅色（1號）或藍色（2號）。現在的塗裝是在2016年作全面檢査變更的，在以前，車身側面和下面的顏色相同，前面的顏色相異，1號為橙色，2號為綠色。此外，在重開路線當初的同年開設了東海道新幹線，因此1、2號車身像當時的新幹線一樣畫了一條藍線。
曾經伊香保纜索鐵道和六甲纜車也有同型號車輛。
- 車輛尺吋（長×寬×高）：12,000毫米×2,650毫米×3,200毫米
- 淨重：10.2公噸
- 載客量：127名
- 運輸速度：每秒3.35米

## 車費
2020年2月1日修正
|      | 單程    | 單程    | 來回     |
| 上行 | 下行    |         | 來回     |
| ---- | ------- | ------- | -------- |
| 成人 | 600日圓 | 500日圓 | 1000日圓 |
| 小學 | 300日圓 | 250日圓 | 500日圓  |

值得留意的是下行車費平宜於上行車費（來回車票另計）。

## 車站列表
所有車站位於香川縣高松市內。
| 中文站名   | 日文站名   | 英文站名          | 營業 距離 | 接續路線                                           |
| ---------- | ---------- | ----------------- | --------- | -------------------------------------------------- |
| 八栗登山口 | 八栗登山口 | Yakuri-tozanguchi | 0.0       | 高松琴平電氣鐵道：志度線八栗站（步行約20分鐘轉乘） |
| 八栗山上   | 八栗山上   | Yakuri-sanjō      | 0.7       |                                                    |

## 注腳
1. ↑  「鉄道免許状下付」《官報》1926年10月13日（國立國會圖書館數碼化收藏）
2. ↑  《日本全国諸会社役員録. 第38回》（國立國會圖書館數碼化收藏）
3. ↑  「地方鉄道運輸開始」《官報》931年2月23日（國立國會圖書館數碼化收藏）
4. ↑  「鐵道畫刊」1964年5月號　p86 「新幹線にあやかったブルーとアイボリーのツートンカラー」。
5. ↑  . 四國纜索.   [2020-02-16]. （原始内容存档于2022-03-08） （日语）.
6. ↑  新運賃表PDF（日語） - 四國纜索，2020年2月16日參閲

## 外部連結
- 八栗纜索 （页面存档备份，存于）（日語）